# Polsko-Niemiecka Nagroda Dziennikarska im. Tadeusza Mazowieckiego
Polsko-Niemiecka Nagroda Dziennikarska im. Tadeusza Mazowieckiego – nagroda przyznawana od 1998 roku w kategoriach prasa, radio i telewizja za najlepsze prace dziennikarskie, które w obiektywny i rzetelny sposób informują o kraju sąsiada i które zostały opublikowane – ukazały się drukiem, zostały wyemitowane bądź udostępnione w Internecie – między 1 stycznia a 31 grudnia roku poprzedzającego wręczenie nagrody. Nagrodzone zostaną prace w kategoriach prasa, radio, telewizja. Laureaci otrzymają trzy równorzędne nagrody w wysokości 5000 euro.
Prace zgłaszane do konkursu powinny przybliżać życie codzienne i problemy społeczne sąsiedniego kraju. Powinny przyczyniać się do poszerzania wiedzy Polaków i Niemców o sobie nawzajem, a także pomagać zrozumieć politykę, zjawiska gospodarcze, osiągnięcia nauki i kultury obu państw. Dla fundatorów nagrody ważne jest, aby poprzez poruszanie takich zagadnień wspierać integrację obu narodów w Unii Europejskiej.
Po raz pierwszy Polsko-Niemiecka Nagroda Dziennikarska została przyznana w 1997 roku przez rzeczników rządów niemieckich krajów związkowych Brandenburgii, Meklemburgii-Pomorza Przedniego i Saksonii oraz rzeczników prasowych wojewodów: zielonogórskiego, gorzowskiego, jeleniogórskiego i szczecińskiego. Od 1999 roku, tj. od chwili wejścia w życie nowego podziału administracyjnego Polski, fundatorami nagrody po stronie polskiej są nowo utworzone województwa: zachodniopomorskie, lubuskie i dolnośląskie. Co roku jeden z regionów, na przemian w Polsce lub w Niemczech, przejmuje obowiązki organizatora konkursu i gospodarza uroczystości wręczenia nagrody.
W 2014 roku po raz pierwszy wręczono ufundowaną przez Brandenburgię nagrodę „Dziennikarstwo na Pograniczu”. Wyróżnienie zostało przyznane przez jury za materiał, który w sposób przykładny dokumentuje integrację, przemiany i nowe problemy codzienności na pograniczu i który został przygotowany przez dziennikarzy z sześciu regionów partnerskich. Wysokość tej nagrody wynosi również 5000 euro.
Od 2008 roku Polsko-Niemiecka Nagroda Dziennikarska ma dwóch nowych fundatorów: Fundację Roberta Boscha i Fundację Współpracy Polsko-Niemieckiej. Konkurs o nagrodę dziennikarską został włączony w Polsko-Niemieckie Dni Mediów realizowane przez obie fundacje.
Od grudnia 2013 roku nagroda nosi nazwę Polsko-Niemieckiej Nagrody Dziennikarskiej im. Tadeusza Mazowieckiego. Nagrodę nazwano imieniem Mazowieckiego w uznaniu dla jego działalności dziennikarskiej.
Laureatami Polsko-Niemieckiej Nagrody Dziennikarskiej byli dotychczas m.in. Sebastian Fikus, Helga Hirsch, Włodzimierz Kalicki, Tomasz Sikora, Maria Zmarz-Koczanowicz, Magdalena Grzebałkowska, Adam Soboczynski, Włodzimierz Nowak, Rafał Woś, Adam Zadworny, Cezary Galek, Mariusz Borsiak.